# Beatrice Chepkoechová
Beatrice Chepkoech Sitonik (* 6. července 1991) je keňská atletka na dlouhé vzdálenosti, která se specializuje na běh na 3000 metrů překážek. V současnosti je držitelkou světového rekordu v této disciplíně, když v roce 2018 doběhla na mítinku Herculis diamantové ligy v čase 8:44,32.

## Osobní rekordy
Dráha
- Běh na 800 metrů – 2:05,73 min (2015)
- Běh na 1500 metrů – 4:03,09 min (2018)
- Běh na 3000 metrů – 8:28,66 min (2017)
- Běh na 2000 metrů překážek – 6:02,47 min (2015)
- Běh na 3000 metrů překážek – 8:44,32 min (2018)  (Současný světový rekord)
- Půlmaraton – 84:02 min (2009)